# Kraftidioten
Kraftidioten (bra: O Cidadão do Ano) é um filme de 2014 dirigido por Hans Petter Moland.
O filme conta, com grande ironia, a história de um homem “normal” que, movido por um sentimento de vingança cega e implacável, irrompe no mundo do crime para fazer justiça para si.
Foi selecionado em competição na 64ª edição do Festival Internacional de Cinema de Berlim.

## Elenco
- Stellan Skarsgård como Nils Dickman
- Bruno Ganz como “Papa”
- Pål Sverre Valheim Hagen como “Greven” Ole Forsby
- Kristofer Hivju como “Strike”
- Birgitte Hjort Sørensen como Marit
- Sergej Trifunovic como Nebojsa
- Goran Navojec como Stojan
- Jakob Oftebro como Aron Horowitz

## Produção
Um orçamento de NOK 30 milhões foi investido para o filme.

## Recepção

### Público
O filme arrecadou US$ 904,4 milhões nas bilheterias.

### Crítica
No agregador do Rotten Tomatoes, o filme recebe 85% de críticas profissionais positivas com uma classificação média de 7 em 10 com base em 61 críticas, enquanto no Metacritic obtém uma pontuação de 74 em 100 com base em 20 críticas.

## Refilmagem
Em 2019, uma refilmagem de produção estadunidense intitulada Cold Pursuit foi lançada. A refilmagem também é dirigida por Hans Petter Moland e estrelada por Liam Neeson.